# モルモン教神殿
末日聖徒イエス・キリスト教会の神殿（LDS's Temple.）は、末日聖徒イエス・キリスト教会により死者の為のバプテスマや末日聖徒イエス・キリスト教会の会員の結婚式が行われている聖なる建築物である。

## 歴史
世界で最初に建てられた神殿は、アメリカ合衆国オハイオ州レイク郡のカートランド神殿である。2016年現在、45カ国に149カ所の神殿（計画中・閉鎖された神殿を除く）があり、その内日本では東京、福岡、札幌の3カ所に神殿がある。日本東京神殿が建てられたのは1980年で、初めてアジアで建てられた神殿である。日本に神殿がまだ無かった頃、日本の末日聖徒はハワイ州の神殿まで行っていた。2000年に福岡県に神殿が建てられてからは、九州地方、四国地方、中国地方の末日聖徒は福岡神殿に行くことになった。また、2016年北海道に神殿が建てられてからは、北海道地方、東北地方の末日聖徒は札幌神殿へ行けるようになった。

## 特徴
末日聖徒イエス・キリスト教会の神殿での結婚式は、他の結婚式と異なっていてバージンロードは存在していない。なお、死者の為のバプテスマとは12歳以上の教会員達が行う儀式であり、この儀式を受ける為には地元の教会のビショップとの面接と許可が必要となる。

## 末日聖徒イエス・キリスト教会の神殿の一覧(地域別)

### アメリカ合衆国内の神殿
◎は州庁所在地の神殿
- ワシントンD・C神殿◎
- ニューヨーク州マンハッタン神殿
- ニューヨーク州パルマイラ神殿
- マサチューセッツ州ボストン神殿◎
- サウスカロライナ州コロンビア神殿◎
- ノースカロライナ州ローリー神殿◎
- コネチカット州ハートフォード神殿(建設中)◎
- テニシー州ナッシュビル神殿◎
- テニシー州メンフィス神殿
- ペンシルベニア州フィラデルフィア神殿
- アラバマ州バーミングハム神殿
- ジョージア州アトランタ神殿◎
- フロリダ州フォートローダーデール神殿
- フロリダ州オーランド神殿
- ケンタッキー州ルイビル神殿
- インディアナ州インディアナポリス神殿◎
- ミシガン州デトロイト神殿
- オハイオ州コロンバス神殿◎
- オハイオ州カートランド神殿
- ルイジアナ州バトンルージュ神殿◎
- イリノイ州シカゴ神殿
- イリノイ州ノーヴー神殿
- ミネソタ州セントポール神殿◎
- オクラホマ州オクラホマシティ神殿◎
- ミズーリ州カンザスシティ神殿
- ミズーリ州セントルイス神殿
- テキサス州ヒューストン神殿
- ノースダコタ州ビスマーク神殿◎
- ニューメキシコ州アルバカーキ神殿
- アリゾナ州フェニックス神殿◎
- アリゾナ州ギルバート神殿
- アリゾナ州メサ神殿
- ネバダ州ラスベガス神殿
- ネバダ州リノ神殿
- ワイオミング州スターバレー神殿(建設中)
- コロラド州デンバー神殿◎
- アラスカ州アンカレッジ神殿
- ワシントン州スポケーン神殿
- オレゴン州ポートランド神殿
- モンタナ州ビリングス神殿

- ユタ州ソルトレイクシティ神殿◎
- ユタ州プロボ神殿
- ユタ州ローガン神殿
- ユタ州ブリガムシティ神殿
- ユタ州セントジョージ神殿
- アイダホ州ボイシ神殿◎
- アイダホ州神殿リックスバーグ神殿
- ハワイ州ライエ神殿
- ハワイ州コナ神殿
- カリフォルニア州サクラメント神殿◎
- カリフォルニア州ロサンゼルス神殿
- カリフォルニア州サンディエゴ神殿
- カリフォルニア州フレズノ神殿
- カリフォルニア州オークランド神殿

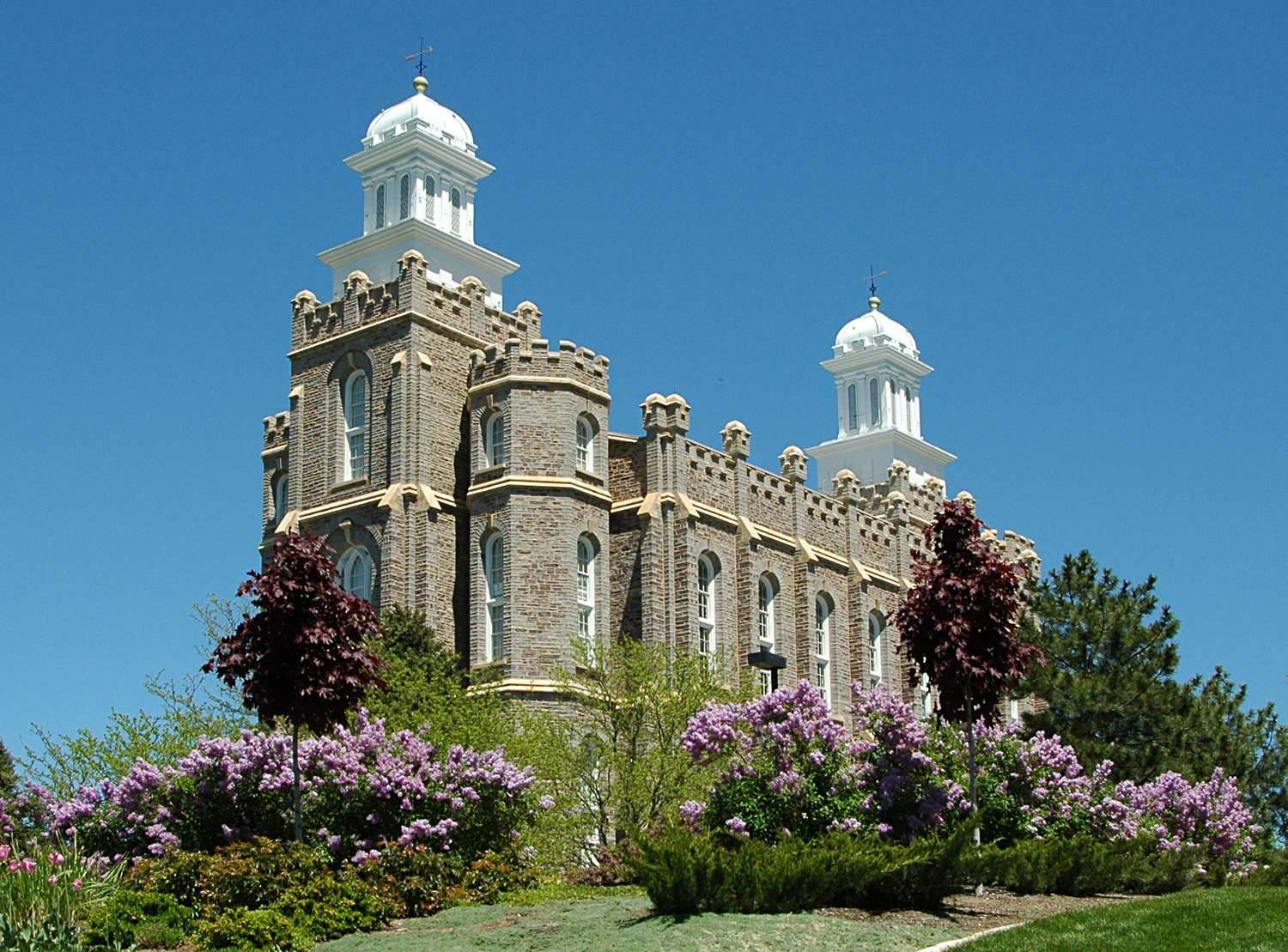
モルモン教のローガン神殿（英語版）

### カナダ国内の神殿
◎は州庁所在地の神殿
- オンタリオ州トロント神殿◎

- ブリティッシュコロンビア州バンクーバー神殿

### メキシコ国内の神殿
- メキシコシティ神殿◎

### 西インド諸島の神殿
- ドミニカサントドミンゴ神殿◎

### 中央アメリカ地域の神殿
◎は首都の神殿
- グアテマラシティ神殿◎
- パナマシティ神殿◎
- ホンジュラスデグシガルバ神殿◎
- エルサルバドルサンサルバドル神殿◎
- コスタリカ サン・ホセ神殿◎

### 南アメリカ地域の神殿
◎は首都の神殿
- ブラジルリオデジャネイロ神殿 (建設中)
- ブラジルサンパウロ神殿
- ブラジルカンピーナス神殿
- ブラジルマナウス神殿
- ブラジルレシフェ神殿
- ブラジルポルトエンジェル神殿
- ブラジルフォルタレザ神殿
- ブラジルサンクリチバ神殿

- チリサンディエゴ神殿◎
- ウルグアイモンテビデオ神殿◎
- ペルリマ神殿◎
- パラグアイアスンシオン神殿◎
- アルゼンチンブエノスアイレス神殿◎
- コロンビアボゴタ神殿◎
- エクアドルグアヤキル神殿
- ベネズエラカラカス神殿◎
- ボリビアラパス神殿◎

### オセアニア地域の神殿
◎は首都の神殿
- オーストラリアシドニー神殿
- オーストラリアブリスベン神殿
- オーストラリアアデレード神殿
- オーストラリアパース神殿
- オーストラリアメルボルン神殿
- ニュージーランドハミルトン神殿
- フィジースバ神殿◎
- サモアアピア神殿◎
- トンガヌクアロファ神殿
- タヒチ島パペテー神殿

### アジア地域の神殿
◎は首都の神殿
- 日本東京神殿◎
- 日本福岡神殿
- 日本札幌神殿
- フィリピンマニラ神殿◎
- フィリピンセブ神殿

- 台湾台北神殿◎
- 中国香港神殿
- 韓国ソウル神殿◎

### ヨーロッパ地域の神殿
◎は首都の神殿
- イングランドロンドン神殿(イギリス)◎
- イングランドプレストン神殿(イギリス)
- フィンランドヘルシンキ神殿◎
- スウェーデンストックホルム神殿◎
- デンマークコペンハーゲン神殿◎
- スペインマドリード神殿◎
- ポルトガルリスボン神殿◎

- ドイツフランクフルト神殿
- ドイツフライベルク神殿
- スイスベルン神殿◎
- オランダデンハーグ神殿◎
- ウクライネキエフ神殿◎
- イタリアローマ神殿◎ (建設中)
- フランスパリ神殿◎ (建設中)

### アフリカ地域の神殿
◎は首都の神殿
- ガーナアクラ神殿◎
- コンゴ民主共和国キンシャサ神殿◎
- ナイジェリアアバ神殿
- 南アフリカヨハネスブルグ神殿
- 南アフリカダーバン神殿